# Бут, Уэйн Клейсон
Уэйн Клейсон Бут (англ. Wayne Clayson Booth; 22 февраля 1921, Американ-Форк, Юта — 10 октября 2005[…], Чикаго, Иллинойс) — американский литературный критик. Профессор-эмерит Фонда М. Пуллмана по английскому языку и литературе Чикагского университета. Его работы в основном следуют традициям Чикагской школы литературной критики. Член Американского философского общества (1992) и  Американской академии искусств и наук.

## Биография
Родился 22 февраля 1921 года в городе Американ-Форк (штат Юта).
В 1944 году получил бакалавра гуманитарных наук в Университете Бригама Янга, а в 1947 году магистра гуманитарных наук и в 1950 году доктора философии в Чикагском университете. До возвращения в Чикагский университет преподавал в Хейверфордском колледже и Эрлемском колледже.

## Научная деятельность
Главной его работой считается «Риторика художественной литературы» (The Rhetoric of Fiction), в которой Бут утверждает, что любое повествование (narrative) — это одна из форм риторики. Другими словами, аргументация автора в защиту своих «различных интересов (commitments), тайных или явных, предопределяет нашу реакцию на его произведение» (The Rhetoric of Fiction 71). Большая часть этих интересов, утверждает Бут, опирается на мораль и моральность. Повествователь {narrator} и есть автор или, точнее, имплицитный автор (implied author), которого Бут также называет авторским «вторым я» — тот, кто «выбирает, сознательно или бессознательно, что мы читаем…» (The Rhetoric of Fiction 74-75)
В более поздней книге «Современная догма и риторика согласия» (Modern Dogma and the Rhetoric of Assent) он рассматривает вопрос о том, какие обстоятельства заставляют человека менять свою точку зрения, и обсуждает, что происходит в ситуациях, когда в споре сталкиваются две диаметрально противоположные мировоззренческие системы.
Ещё одной значительной книгой стала «Риторика иронии» (The Rhetoric of Irony), в которой Бут исследует иронию и её использование в литературе. В более поздней работе «Компания, которой мы дорожим: этика художественной литературы» (The Company we Keep: An Ethics of Fiction) он возвращается к теме риторического воздействия в художественной литературе и «ратует за перемещение этики в центр наших занятий литературой» (текст на обложке, The Company We Keep).
На русском языке увидела свет одна из последних работ Бута (соавторы — Коломб, Грегори Дж., и Уильямс, Джозеф М.) — учебное пособие «Искусство исследования» (The Craft of Research). Название русской версии книги — «Исследование: шестнадцать уроков для начинающих авторов» (2004).

## Книги
- Rhetoric of Fiction (1961)
- Boring from Within: The Art of the Freshman Essay (c. 1963) pamphlet
- Now Don’t Try to Reason with Me : Essays and Ironies for a Credulous Age (1970)
- Autobiography of Relva Booth Ross (1971)
- Booth Family History (1971)
- A Rhetoric of Irony (1974)
- Knowledge Most Worth Having (1974) editor
- Modern Dogma & the Rhetoric of Assent (1974) Ward-Phillips Lectures in English Language and Literature
- Critical Understanding : The Powers and Limits of Pluralism (1979)
- The Harper and Row Rhetoric: Writing As Thinking, Thinking As Writing (1987) with Marshall W. Gregory
- The Company We Keep: An Ethics of Fiction (1988)
- The Harper & Row Reader : Liberal Education Through Reading & Writing (1988) with Marshall W.Gregory
- The Vocation of a Teacher : Rhetorical Occasions, 1967—1988 (1988)
- The Art of Deliberalizing: A Handbook for True Professionals (1990)
- The Art of Growing Older: Writers on Living and Aging (1992) editor
- The Craft of Research (1995, 2003) with Gregory G. Colomb and Joseph M. Williams
- Literature as Exploration (1996) with Louise M. Rosenblatt
- For the Love of It : Amateuring & Its Rivals (1999)
- Rhetoric of Rhetoric: The Quest for Effective Communication (2004) Blackwell Manifesto
- My Many Selves: The Quest for a Plausible Harmony (2006)